# Westley Barber
Westley Barber (ur. 19 stycznia 1982 roku) – brytyjski kierowca wyścigowy.

## Kariera
Barber rozpoczął karierę w wyścigach samochodowych w 1998 roku od startów w Francuskiej Formule Renault Campus, gdzie sześciokrotnie zwyciężał. Zdobył tam tytuł mistrzowski. W późniejszych latach pojawiał się także w stawce Francuskiej Formuły 3, Brytyjskiej Formuły 3, Festiwalu Formuły Ford, Avon Tyres Formula Ford Eurotour, Slick 50 Formula Ford Championship, Brytyjskiej Formuły Ford, Brytyjskiej Formuły Renault, Formuły Ford 2000 Zetec, Europejskiego Pucharu Formuły Renault 2.0, oraz Francuskiej Formuły Renault.